# Strom snů
Strom snů (v anglickém originále The War) je americký dobrodružný film z roku 1994. Režisérem filmu je Jon Avnet. Hlavní role ve filmu ztvárnili Elijah Wood, Kevin Costner, Mare Winningham, Lexi Faith Randall a LaToya Chisholm.

## Obsazení
| Elijah Wood         | Stu             |
| Kevin Costner       | Stephen         |
| Mare Winningham     | Lois            |
| Lexi Faith Randall  | Lidia           |
| LaToya Chisholm     | Elvadine        |
| Christopher Fennell | Billy           |
| Donald Sellers      | Arliss          |
| Leon Silss          | Leo             |
| Christine Baranski  | slečna Stapford |